# کری بیشی
کری بیشِـی (انگلیسی: Kerry Bishé؛ زادهٔ ۱ مهٔ ۱۹۸۴) یک هنرپیشه اهل ایالات متحده آمریکا است. وی از سال ۲۰۰۷ میلادی تاکنون مشغول فعالیت بوده‌است.

## گزیدهٔ آثار

### سینما
- ساعت غروب (۲۰۲۰)
- پیانو بزرگ (۲۰۱۳)
- آرگو (۲۰۱۲)
- مادری (۲۰۰۹)

### تلویزیون
- سکس و شهر (۲۰۰۸)